# Peter I van Alençon

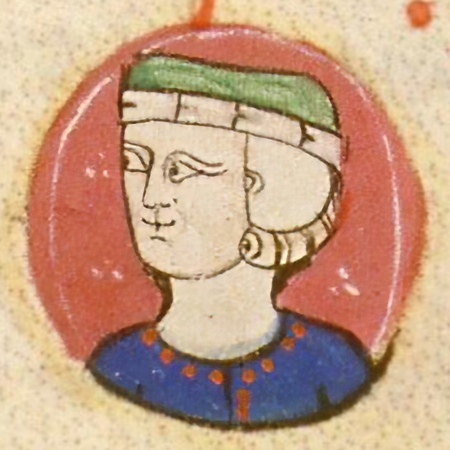
Peter I van Alençon.

Peter I van Alençon ook bekend als Peter van Frankrijk (Atlit, 1251 - Salerno, 6 april 1283) was van 1269 tot aan zijn dood graaf van Alençon en Le Perche en van 1282 tot aan zijn dood graaf iure uxoris van Blois en Chartres. Hij behoorde tot het huis Capet.

## Levensloop
Peter was de vijfde zoon van koning Lodewijk IX van Frankrijk en diens echtgenote Margaretha, dochter van graaf Raymond Berengarius V van Provence. Hij werd geboren in Palestina, meer bepaald in het Château Pèlerin, waarna hij gedoopt werd in de kathedraal van Caesarea. Peter was een van de drie kinderen van Lodewijk IX en Margaretha die werd geboren tijdens de Zevende Kruistocht. Nadat zijn vader van 1249 tot 1250 had gevochten in Egypte, hield die zich vier jaar lang bezig met de reorganisatie van het koninkrijk Jeruzalem.
Na zijn terugkeer naar Frankrijk in 1254 leefde Peter in Parijs en in 1269 werd hij door zijn vader benoemd tot graaf van Alençon en Le Perche. Aanvankelijk had zijn vader gewild dat Peter toetrad tot de Franciscanen, maar hij kon zich hier met succes tegen verzetten. In 1270 begeleidde hij zijn vader bij de Achtste Kruistocht naar Tunis. Deze kruistocht draaide echter uit op een catastrofe: kort na de landing in Noord-Afrika brak er een dysenterie-epidemie uit in het leger, waarbij ook zijn vader en zijn broer Jan Tristan bezweken. De nieuwe Franse koning werd Peters oudste broer Filips III, die Peter aanstelde tot regent indien hij vroeg zou sterven. Deze regeling moest uiteindelijk niet uitgevoerd worden.
Na zijn terugkeer naar Frankrijk huwde Peter in 1272 met Johanna van Châtillon (1258-1291), 1282 gravin van Blois en Chartres. Ze kregen twee zonen, die jong stierven:
- Lodewijk (1276-1277)
- Filips (1278-1279)

Bij de Siciliaanse Vespers van 1282 ging Peter naar het koninkrijk Napels om zijn oom Karel I van Anjou te ondersteunen. In 1283 stierf hij in Salerno, waarna zijn lichaam naar Parijs werd gevoerd en bijgezet werd in het Couvent des Cordeliers. Omdat hij geen nakomelingen had, gingen Alençon en Le Perche terug naar de Franse kroon. Zijn echtgenote Johanna, die voortaan alleen regeerde als gravin van Blois, hertrouwde niet meer en verkocht het graafschap Chastres in 1286 aan koning Filips IV van Frankrijk.